# 레이 라몬테인
레이 라몬테인(Ray LaMontagne, 1973년 6월 18일 ~ )은 미국의 가수이다.